# قطعنامه ۴۶۱ شورای امنیت
قطعنامه ۴۶۱ شورای امنیت سازمان ملل متحد که در تاریخ ۳۱ دسامبر ۱۹۷۹ تصویب شد، سندی بین‌المللی دربارهٔ جمهوری اسلامی ایران-آمریکا است. این قطعنامه طی نشست ۲٬۱۸۴ام با ۱۱ موافق، ۰ مخالف و ۴ ممتنع تصویب شد.